# Bayou Bonne Idée
Le bayou Bonne Idée (en anglais : Bayou Bonne Idee) est un cours d'eau des États-Unis, situé dans l'État de la Louisiane. Le bayou Bonne Idée est un affluent de la rivière Boeuf qui est elle-même un affluent de la rivière Ouachita, et donc un sous-affluent du Mississippi par la Rouge du Sud.

## Étymologie
Elle doit son nom aux colons français installés à l'époque de la Louisiane française et de la Nouvelle-France, lors de la colonisation française de l'Amérique.

## Géographie
Le bayou Bonne Idée prend sa source au Nord de l'État de la Louisiane, dans la paroisse de Morehouse, près du bayou Bartholomew avec lequel il communique par de petits ruisseaux. Le bayou Bonne Idée s'écoule ensuite vers le Sud en direction de la rivière Boeuf. Son cours passe à l'Ouest des villes de Mer Rouge et de Monroe. 
Son cours a une longueur de 120 km. Un barrage, le Bonne Idee Dam, d'une hauteur de 28 mètres, a été construit sur son cours.